# Williston, Vermont
Williston är en kommun (town) i Chittenden County i delstaten Vermont i USA. Vid folkräkningen år 2000 bodde 7 650 personer på orten. Den har enligt United States Census Bureau en area på totalt 79,5 km² varav 1,0 km² är vatten.  